# Vadefugle
Vadefugle er en gruppe af mågevadefugle, som består af fugle, der oftest søger deres føde ved kysterne eller andre vådområder. Mange vadefugle har lange ben og lange næb. De blev tidligere samlet i en enkelt underorden af mågevadefuglene kaldet Charadrii, men nyere undersøgelser har betydet, at de nu deles op i flere grupper .
De mange lavvandede kyster i Danmark giver gode betingelser for vadefugle. De kan derfor ses i store flokke, især om efteråret, når de er på vej mod syd fra deres yngleområder i bl.a. det nordlige Skandinavien.
Som ynglefugle i Danmark blev vadefuglene begunstiget gennem landbrugets etablering af enge som græsningsarealer op gennem jernalderen, vikingetiden og middelalderen vha. høslæt og moderat dræning. Inden for de sidste århundreder er dræningen dog blevet så effektiv, at engene har kunnet udnyttes til korndyrkning, hvilket har betydet en stor nedgang i antallet af ynglende vadefugle .
De fleste vadefugle lægger kun 4 æg i det ene årlige kuld. Derfor har de været sårbare overfor jagt. Grundet fredning og indføring af jagttider er mange vadefuglearter gået frem siden begyndelsen af 1900-tallet. Siden 2004 har der i Danmark kun været jagttid på dobbeltbekkasin og skovsneppe .
|             |
| Strandskade |

|            |
| Sandløbere |

|                   |
| Dobbeltbekkasiner |

|                                    |
| Mudderklire (foto: Ken Billington) |

|                     |
| Hvidklire og Rødben |